# Le Buisson (Manche)
Le Buisson est une ancienne commune française du département de la Manche et la région Normandie. 
En 1812, la commune est supprimée et rattachée à Saint-Germain-sur-Sèves.

## Démographie
| 1793 | 1800 | 1806 | 1812   |
| ---- | ---- | ---- | ------ |
| 80   | 67   | 77   | fusion |